# Achélôos (mythologie)
Pour les articles homonymes, voir Achéloos.
Achélôos (en grec ancien : Ἀχελῷος / Akhelôios ou Ἀχελώϊος / Akhelṓïos, aussi orthographié Achéloos) ou Achéloüs (en latin : Ăchĕlōus, -i) est, dans la mythologie grecque, le dieu-fleuve de l'Achéloos, fleuve grec situé en Épire.
Fils aîné du Titan Océan et de sa sœur Téthys, Achélôos est — selon les versions — le père des Sirènes et de nombreuses nymphes. Il est le protagoniste de plusieurs récits mythologiques, dont le plus important est son combat contre le héros Héraclès pour la main de Déjanire.
Il fait l'objet d'un culte dans plusieurs régions et villes de Grèce, notamment en lien avec celui des nymphes. Dieu-fleuve ancien, mentionné par Homère, il possède un caractère panhellénique et sert de modèle de représentation pour les divinités fluviales locales du monde grec. Il est représenté dans les arts grecs mais aussi étrusques, généralement comme un homme barbu et cornu ou comme un taureau androcéphale, le plus souvent affrontant Héraclès. Il est aussi figuré dans des œuvres de périodes postérieures, notamment à la Renaissance.

## Étymologie
Le nom grec d'Achélôos est Ἀχελῷος (Akhelôios), existant aussi sous la forme Ἀχελῶος (Akhelôos) ou même Ἀχελώϊος (Akhelṓïos). En latin, il se nomme Ăchĕlōus, -i.
Le nom du dieu a sans doute une origine pré-grecque, akkadienne : la racine -ελῷος peut provenir du terme illu, signifiant « cours d'eau », ou du terme ilu, se rapportant à la notion de divinité.

## Généalogie et famille
Achélôos est le fils de la Titanide Téthys et de son frère, le Titan Océan, ; il est parfois dit le fils du Soleil et la Terre. Il est l'aîné des Potamoi (ou dieux-fleuves), au nombre de trois mille.
Il est aussi considéré soit comme le frère des Sirènes, soit comme leur père,,, avec Calliope, Melpomène,, Terpsichore ou Stéropé (princesse calydonienne, fille du roi Porthaon),.
Avec Périmède (princesse thessalienne, fille du roi Éole et d'Énarété), il est le père d'Hippodamas et d'Oreste.
Plusieurs autres enfants lui sont connus (sans que leurs mères soient mentionnées) : la nymphe Callirrhoé (mère d'Acarnan et Amphotéros avec Alcméon),,,, la nymphe corinthienne Pirène et la naïade Castalie,. Dans les Bacchantes d'Euripide, il est le père de la nymphe Dircé (tandis que Callimaque en fait la fille de l'Isménos). Dans Phèdre, Platon évoque le fait que toutes les nymphes sont les filles d'Achélôos.

## Fonctions

### Dieu-fleuve épirote

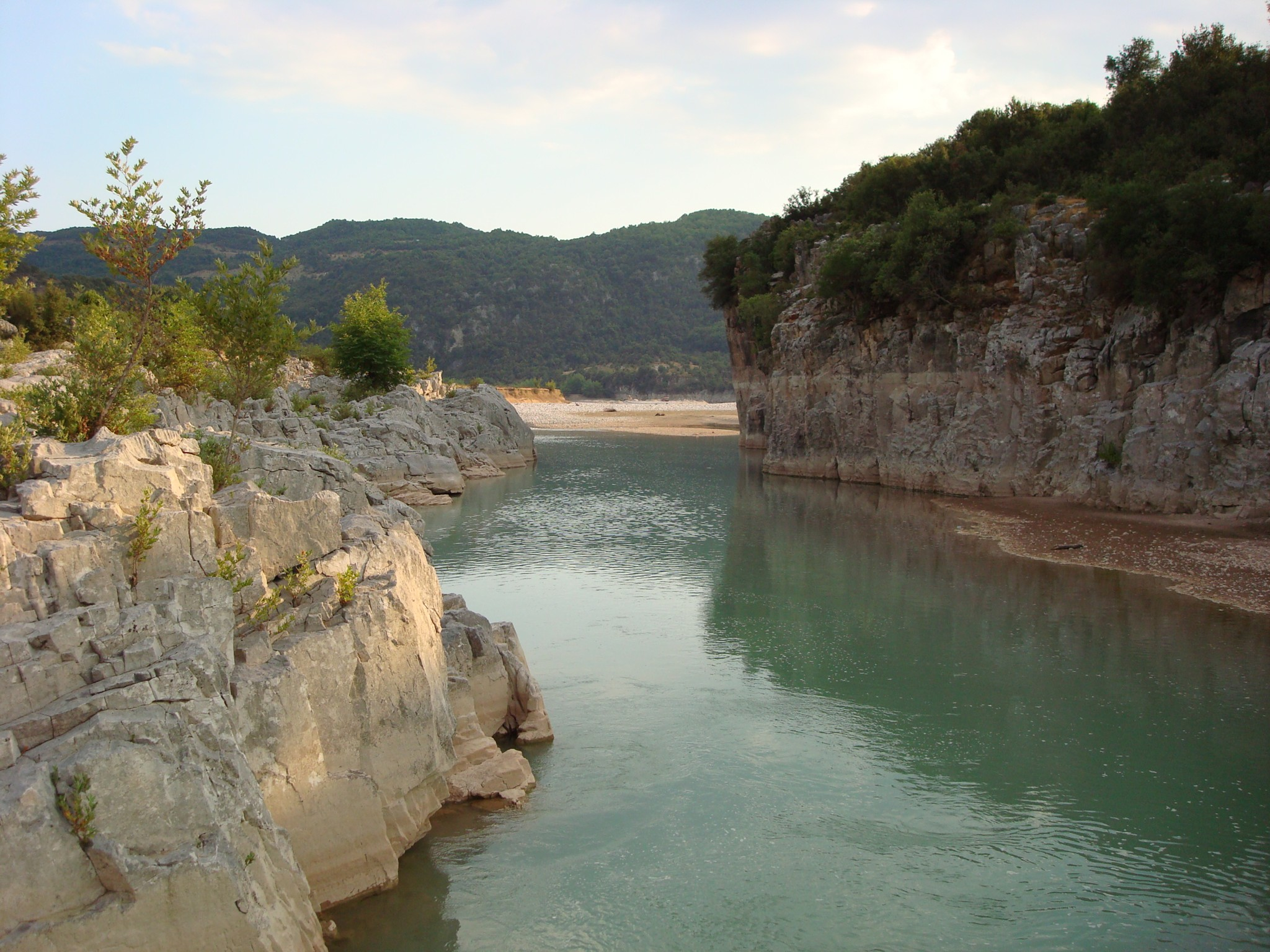
Vue du fleuve Achéloos en Eurytanie.

Achélôos est le dieu du fleuve homonyme, aussi appelé Aspropotamos. Il s'agit d'un des plus longs fleuves de Grèce, situé en Épire, formant la frontière entre l'Étolie et l'Acarnanie et se jetant dans la mer Ionienne, près des îles Échinades,,. Il est appelé « fleuve de Calydon » par Ovide. En tant que dieu, Achélôos est le protecteur des eaux limpides.
Pausanias désigne Achélôos comme « le roi des fleuves », propos précisés comme ceux de Homère dans l’Iliade.

### Divinité aquatique panhellénique

#### La possible origine des eaux
Dans une majorité des textes antiques (dont la Théogonie d'Hésiode), Téthys et Océan sont les parents et donc l'origine des cours d'eau. Ainsi, au vers 195 du chant XXI de l'Iliade, il est indiqué qu'Océan est à l'origine de toutes les eaux de la terre ; or, certains textes, en retirant ce vers, attribuent ce rôle à Achélôos.
Cette thèse, notamment défendue par le chercheur Giambattista D'Alessio, se base sur deux scholies de Zénodote (IVe et IIIe siècles av. J.-C.), qui rédige une édition critique du texte d'Homère, dans laquelle il présente certains passages comme postérieurs, dont le vers 195. Un papyrus attribué à un auteur nommé Ammonios (IIe siècle) présente également cette thèse. Achélôos est donc, pour une période ancienne, l'origine des eaux (des cours d'eau comme des mers), avant que ce rôle ne soit attribué à Océan plus tardivement.

#### Un synonyme de l'eau
Dans les Saturnales, le philologue tardo-antique Macrobe rapporte l'emploi du nom d'Achélôos pour désigner l'eau dans des textes grecs puis latins, par exemple chez Aristophane ou Virgile,. Cet usage viendrait du fait qu'il s'agit de l'aîné des Potamoi ; son nom désignerait également plusieurs autres fleuves (Pausanias cite deux homonymes du fleuve Achéloos : celui du mont Sipyle et celui du mont Lycée) et aurait ainsi pris un sens commun correspondant à l'eau, plus particulièrement celle utilisée dans une dimension rituelle ou religieuse,. Cet usage peut également venir du caractère panhellénique et connu de tous les Grecs du dieu, en tant qu'ancienne divinité à l'origine des eaux.

## Mythe

### L'origine du fleuve
Maurus Servius Honoratus, grammairien du IVe siècle, fait le récit de l'origine du fleuve Achéloos : Achélôos, fils de Gaïa, accablé par le chagrin après la mort de ses filles les Sirènes, invoque sa mère qui la reçoit en son sein, faisant jaillir un fleuve éponyme.

### Combat contre Héraclès

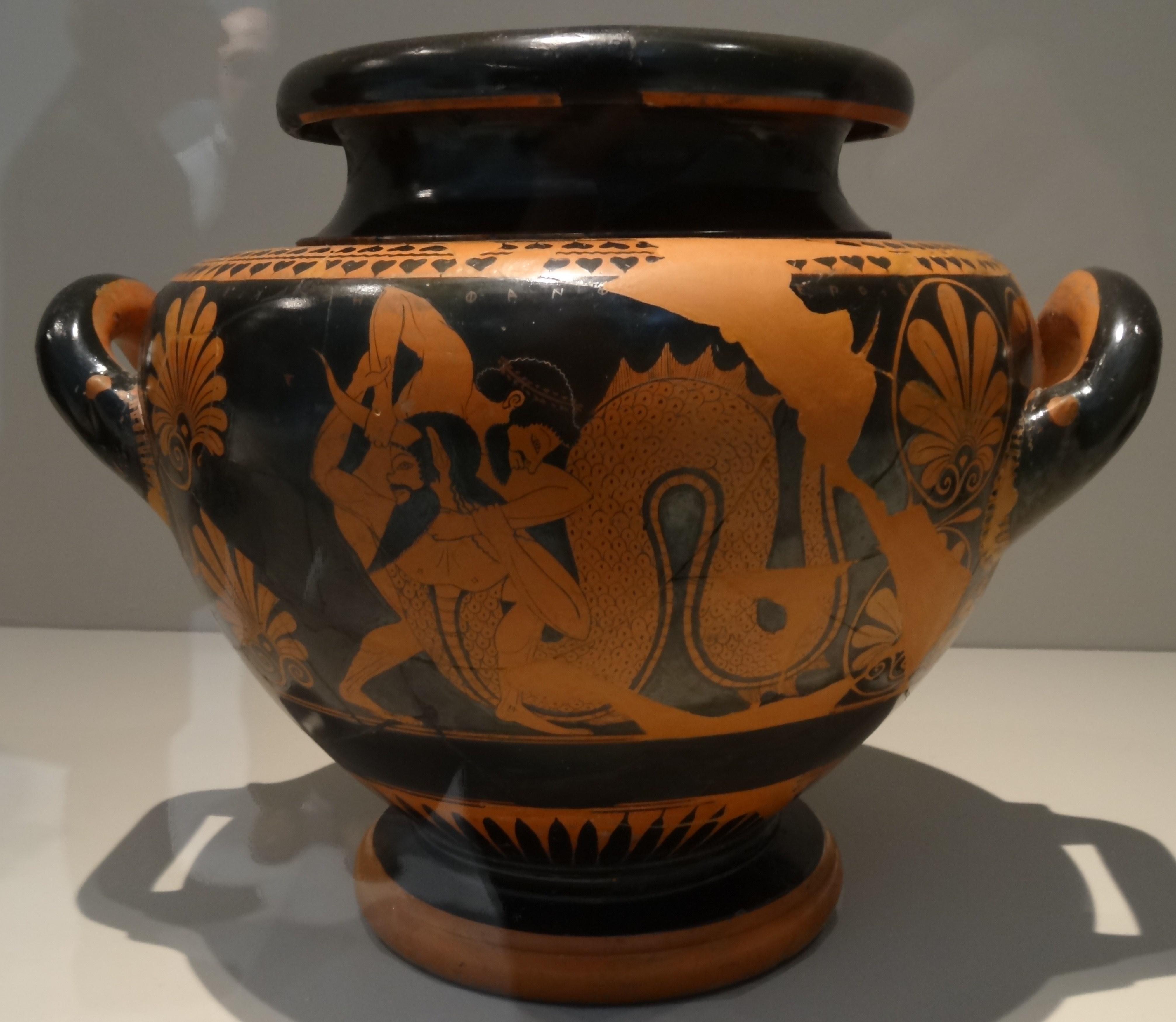
Héraclès affrontant Achélôos changé en serpent de mer. Stamnos, entre -520 et -510, British Museum.

Achélôos affronte Héraclès pour la main de Déjanire,,. Vaincu une première fois, le dieu-fleuve se métamorphose en long serpent de mer, que Héraclès étouffe. Il se change alors en taureau, mais le héros parvient à lui briser une corne. Le dieu, vaincu et humilié, se réfugie dans les roseaux,.

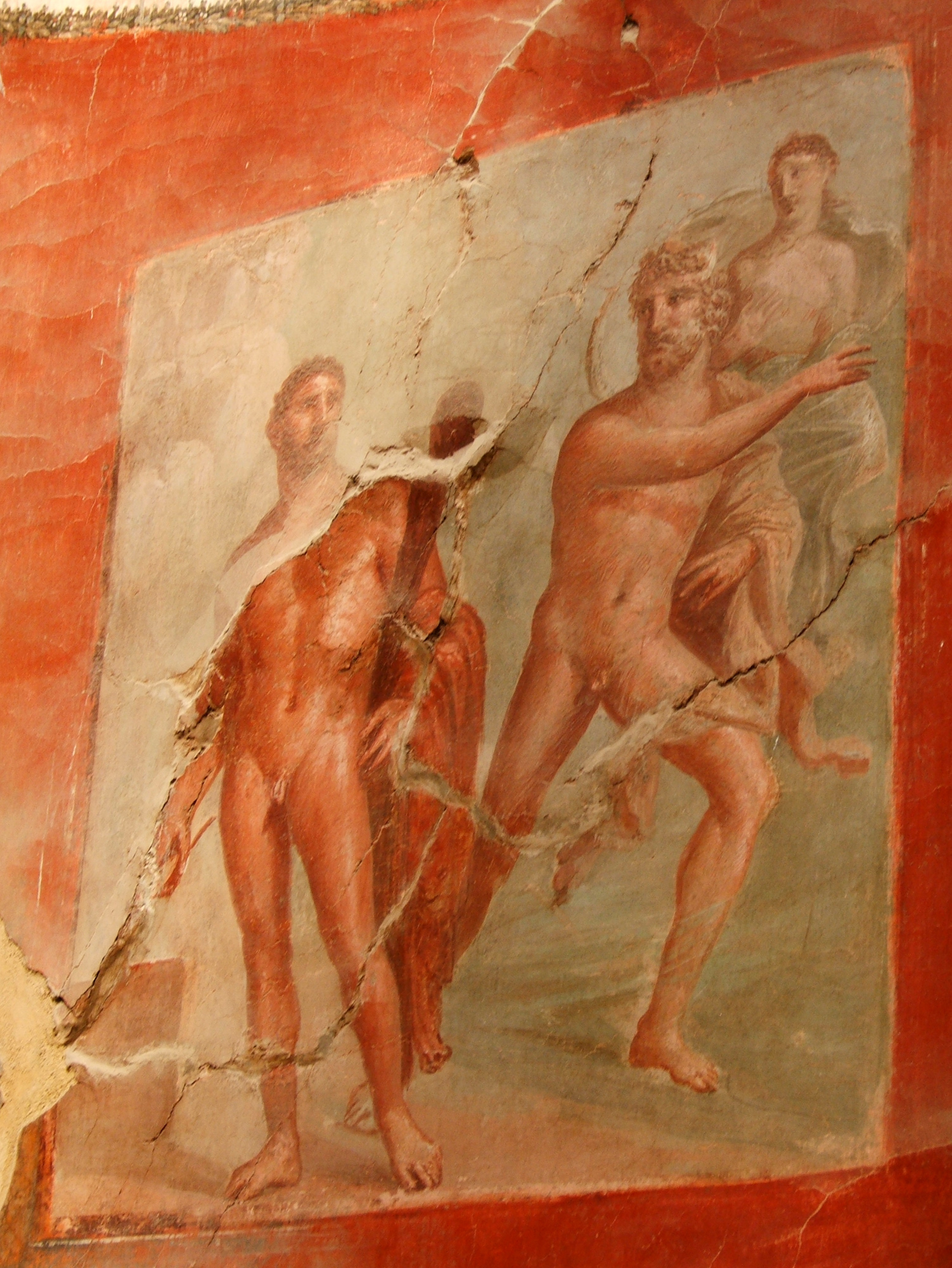
Hercule et Achélôos. Peinture murale du collèges des Augustales de Herculanum, Ier siècle.

Héraclès jette la corne brisée dans le fleuve Toante ou Thoas, qui devient l'Achéloos,. Dans les Métamorphoses d'Ovide, les naïades la consacrent en corne d'Abondance,, ; dans d'autres récits, la corne est consacrée par les Hespérides, ou d'abord à la Fortune, qui la confie à l'Abondance. Selon le pseudo-Apollodore, Achélôos échange à Héraclès sa corne contre celle de la chèvre Amalthée,,.
Le combat contre Héraclès et les différentes métamorphoses d'Achélôos ont fait l'objet d'interprétations. La métamorphose et l'identification d'Achélôos en taureau est commune à de nombreux fleuves : elle représente le bruit et la force dévastatrice du torrent,. La métamorphose en serpent illustre le cours sinueux du fleuve,. La figure d'Héraclès vient alors dompter le cours en le dévient, voire en le détournant, ; la corne cassée symbolise alors deux affluents unifiés. La corne d'Abondance représente le bienfait du fleuve et la fertilité de la région. Ce combat serait ainsi une métaphore des travaux effectués dans la région de la Parachéloïtide afin de dévier le fleuve Achélôos.

### Le banquet d'Achélôos

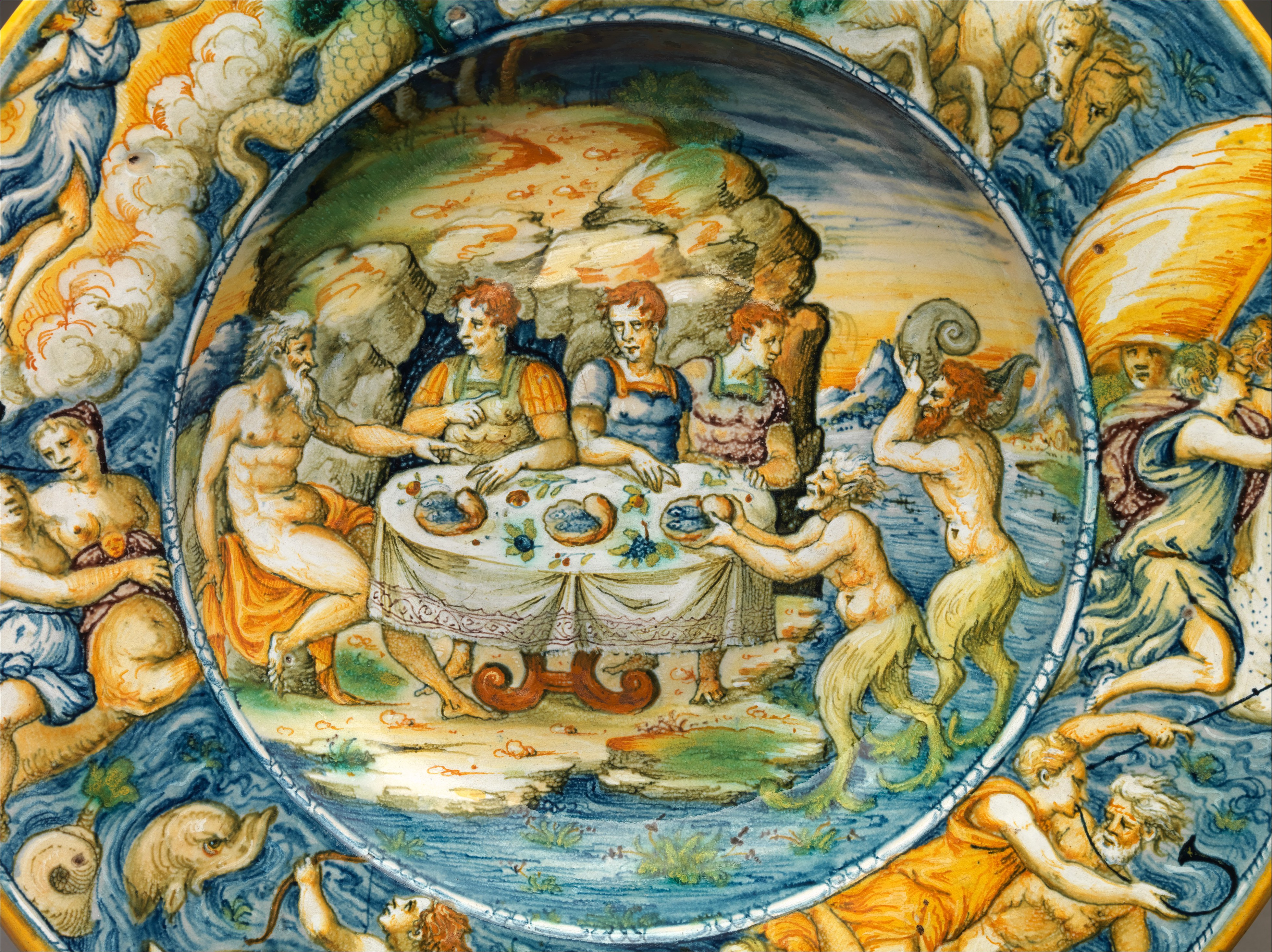
Le banquet d'Achélôos. Plat en majolique de Domenico da Venezia,, Metropolitan Museum of Art.

Aux livres VIII et IX des Métamorphoses d'Ovide, Thésée et ses compagnons, rentrant de la chasse du Sanglier de Calydon, sont invités chez Achélôos, dans une grotte, pour un banquet, où différents récits de métamorphoses sont racontés,, en rapport avec les pouvoirs des dieux.
Achélôos raconte d'abord le récit des origines des Îles Échinades, : situées à l'embouchure du fleuve, dans la mer Ionienne, ce sont initialement cinq nymphes, filles d'Échinus, ayant subi la colère d'Achélôos. En effet, ces dernières, ayant organisé un festin et sacrifiant dix taureaux pour les divinités champêtres, ont oublié d'inviter le dieu-fleuve. Celui-ci, en colère, les submerge et les emporte jusqu'à la mer ; Neptune, pris de pitié, les métamorphose en îles,.
Le dieu fait ensuite le récit de Périmèle : la jeune femme, éprise de la divinité fluviale, est poussée d'une falaise par son père ; elle est elle aussi métamorphosée en île par Neptune, grâce à la prière d'Achélôos,,.
Le dieu continue ses récits en narrant l'histoire de la fille du roi Érysichthon, qui s'échappe de sa condition d'esclave en se métamorphosant. Il évoque aussi le combat contre Héraclès.
Les invités du dieu-fleuve le croient, sauf Pirithoüs, qui remet en question le pouvoir de métamorphose des dieux ; un autre compagnon de Thésée, Lélex, vient alors le contredire en racontant l'histoire de Philémon et Baucis, couple changé en arbres, qu'il a eu l'occasion de voir,.
Les différents récits montrent des aspects différents du dieu-fleuve, ainsi qu'un caractère ambivalent : sa colère et son impétuosité dans le mythe des Îles Échinades, évoquant les crues du fleuve, ses envies sexuelles, ayant pris la virginité de Périmèle, mais aussi son caractère protecteur, entourant l'île créée de ses bras.

### Purification d'Alcméon
Achélôos intervient dans le mythe d'Alcméon. Fondateur légendaire d'Argos Amphilocienne en Acarnanie, il commet un matricide contre sa mère Ériphyle. Pourchassé par les Érinyes, il est protégé par le roi Phégée de Psophis, qui le purifie et lui offre la main de sa fille Arsinoé. Il lui offre en cadeau le collier et le peplos d'Harmonie. Sa terre d'accueil étant devenue stérile, Alcméon part à la recherche d'Achélôos, qui le purifie une seconde fois, et lui donne la main de sa propre fille, Callirohé,,. Cette dernière demande les parures d'Harmonie, qu'Alcméon récupère à Phégée. Les frères d'Arsinoé le tuent ; Achélôos demande alors que les parures soient consacrées à Delphes,.

## Culte

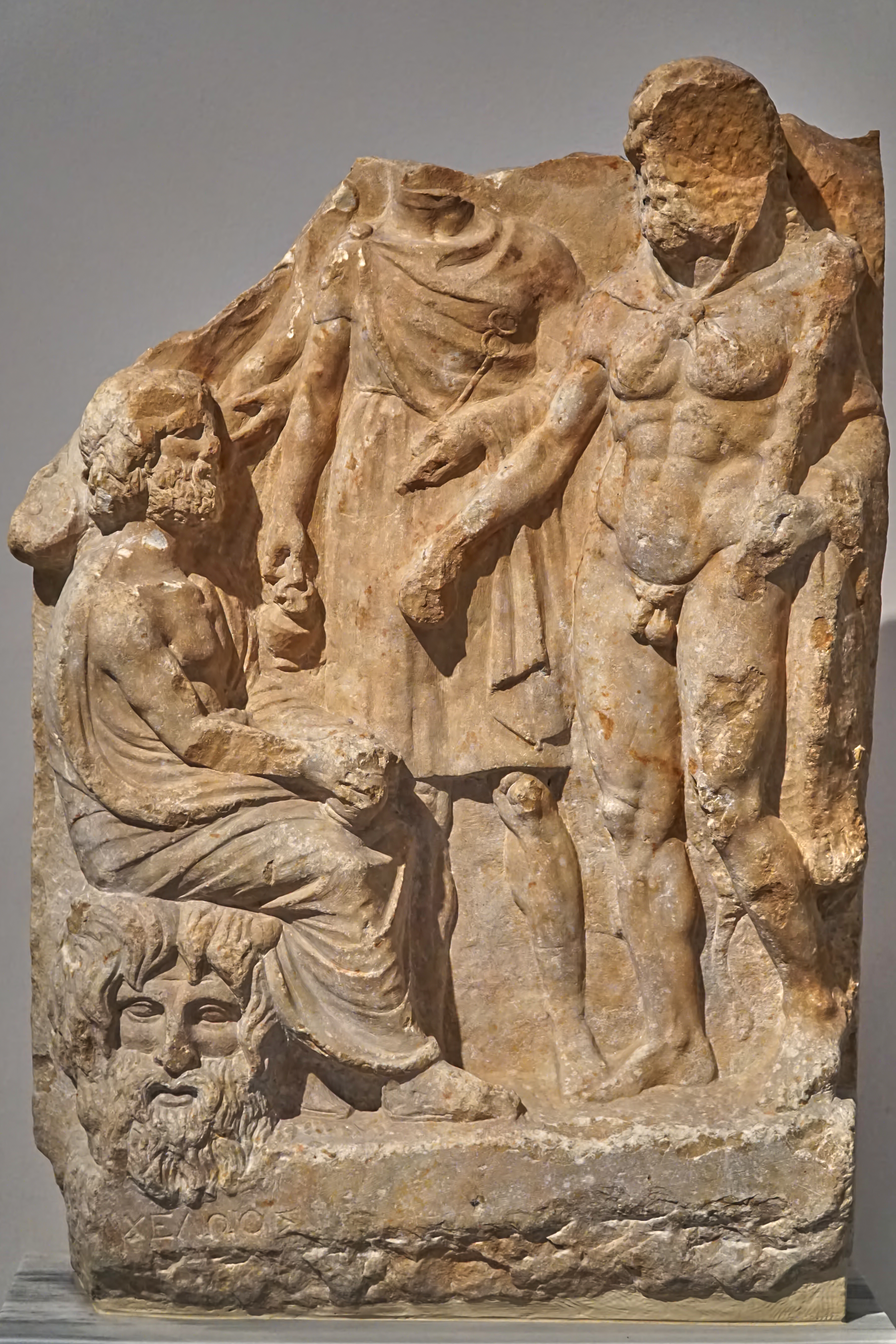
Bas-relief votif, avec un masque d'Achélôos dans le coin inférieur gauche., Musée national archéologique d'Athènes.

Le culte d'Achélôos est attesté dans différentes parties du monde grec, aussi bien en Grèce continentale, en Grande-Grèce, dans les Cyclades qu'à Cyrène. Il est souvent associé à celui des nymphes,.
Pausanias rapporte que dans l'Amphiaréion d'Oropos, à la frontière entre l'Attique et la Béotie, un des autels (le cinquième) était consacré à Achélôos, ainsi qu'au dieu-fleuve Céphise, aux Nymphes et à Pan,,. Il évoque un autre autel à Achélôos à Mégare, construit par le tyran Théagène sur le lit d'un ancien cours d'eau,. Le trésor des Mégaréens à Olympie présentait des figurines en bois marqueté d'or, figurant notamment Achélôos, en tant qu'offrandes. Le fait que Achélôos soit vénéré en dehors de sa région d'origine, contrairement à d'autres dieux-fleuves aux cultes locaux, montre le caractère panhellénique du dieu.
Dans certains sanctuaires dédiés au dieu Asclépios, Achélôos et les nymphes font l'objet d'un culte : liées à l'eau, utilisée dans les rites guérisseurs asclépieiens, ces divinités sont complémentaires à Asclépios et ses pouvoirs de guérison. Dans le sanctuaire de Lébèna (en), en Crète, un culte des nymphes et d'Achélôos antérieur à celui d'Asclépios est ainsi attesté grâce à une inscription du IIe siècle av. J.-C..
L'historien grec de l'époque classique Éphore de Cumes rapporte, dans un fragment de son œuvre cité par Macrobe, qu'Achélôos joue un rôle dont les rituels de l'oracle de Dodone, des serments et des offrandes étant réalisés en son nom,.

## Dans la culture

### Représentations antiques
Achélôos est représenté comme un personnage au visage humain, barbu et moustachu, avec des cornes et des oreilles d'animaux. Il possède aussi un corps d'animal, soit de taureau, soit de serpent de mer.

#### Dans l'art grec

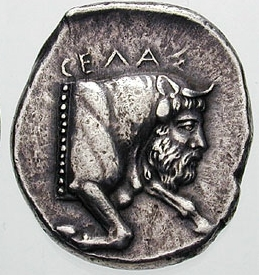
Tétradrachme sicilienne figurant un taureau androcéphale, identifié comme Achélôos ou le fleuve Gela. Entre -420 et -415, Gela.

Aux Ve et IVe siècles av. J.-C., Achélôos figure sur des bas-reliefs grecs en marbre, accompagnant les dieux Hermès, Pan ou des nymphes. Une des scènes figurées sur le trône de l'Apollon du temple des Grâces à Amyclès représente le combat d'Achélôos et Héraclès. Sculptée par Bathyclès de Magnésie, cette œuvre est décrite par Pausanias.
Dans la céramique grecque, il est souvent représenté en train d'affronter Héraclès. Dans un stamnos du Ve siècle av. J.-C., conservé au British Museum, Héraclès affronte Achélôos changé en créature mi-homme, mi-serpent, dans un combat semblable à celui de lutteurs. L'artiste développe l'idée de nudité héroïque, avec Héraclès vainqueur, sur le point de briser la corne du dieu-fleuve.
Le dieu figure sur des intailles et des pièces de monnaie de Sicile et de Grande-Grèce, produites entre les VIe et IIIe siècles av. J.-C., et dans d'autres parties du monde grec, sous les traits d'un taureau androcéphale. Néanmoins, de nombreuses œuvres retrouvées en Italie ne représentent peut-être pas le dieu Achélôos lui-même, mais des fleuves locaux, reprenant les attributs du dieu d'Acarnanie ; il pourrait également s'agir du dieu Achélôos, dont les fleuves locaux ne seraient que des ramifications.
Une statuette en bronze d'un Achélôos péplophoros (portant un péplos), daté autour du Ve siècle av. J.-C., a été découvert au début du XXe siècle sur l'île d'Eubée. Le péplos étant un habit féminin, cette représentation du travestissement pourrait être lié à un rite d'initiation, ou pouvant avoir une fonction courotrophe (en) (protectrice de l'enfant).

#### Dans l'art étrusque

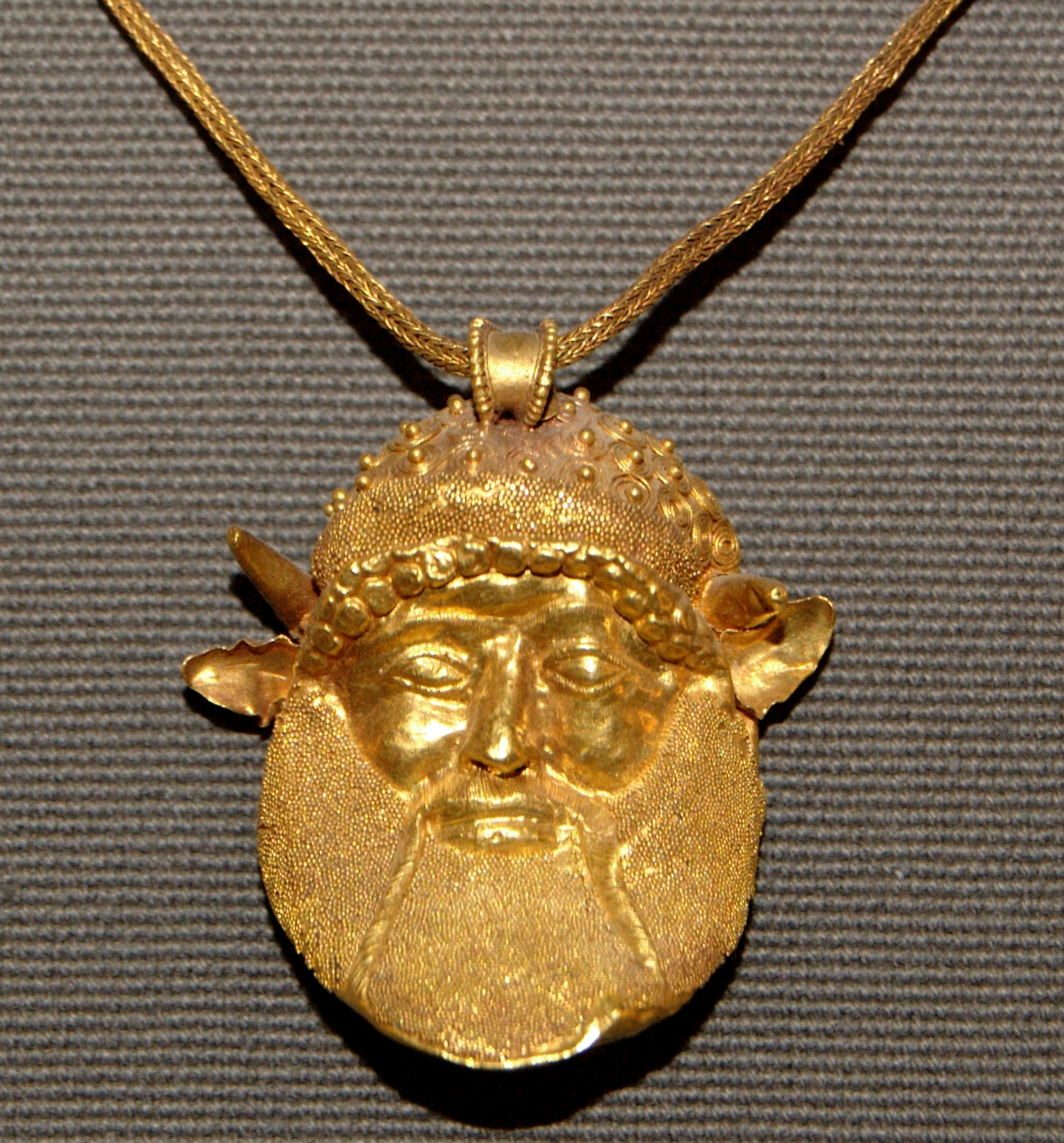
Pendentif étrusque en or avec une tête d'Achélôos,, musée du Louvre.

Aux Ve et IVe siècles av. J.-C., le visage d'Achélôos est un motif récurrent dans l'art étrusque, où il est un élément décoratif : on le retrouve à la base de miroirs, sur des pendentifs en or ou en appliques en terre cuite.
Dans la tombe à char de Lavau, sépulture celte datée du début du Ve siècle av. J.-C. et fouillée de 2014 à 2015, les archéologues de l'Institut national de recherches archéologiques préventives ont découvert un chaudron en bronze, mesurant environ un mètre de diamètre,,. Ce chaudron possède quatre anses décorées de têtes d'Achélôos,,. Réalisé par un artisan étrusque,, il s'agit sans doute d'un présent offert par des Grecs originaires de Marseille à l'aristocrate celte inhumé.

### Représentations modernes
Le combat entre Héraclès et Achélôos est représenté sur une plaque en ivoire d'époque carolingienne, découpée et fixée sur la chaire de saint Pierre à une date inconnue. Cette scène est placée au sein d'un ensemble de dix-sept autres figures, représentant notamment les douze travaux du héros grec. Cet ensemble de représentations permet de comprendre que les récits antiques sont toujours connus pendant la période médiévale, mais peut-être adaptés : selon la source utilisée pour produire cette œuvre, le combat contre Achélôos a pu faire partie des douze travaux d'Héraclès.
À l'époque moderne, certaines œuvres figurent Achélôos, surtout en Italie mais aussi en France.
Vers 1615, alors qu'ils collaborent sur de nombreux tableaux mythologiques et religieux, Pierre Paul Rubens et Jan Brueghel l'Ancien peignent Le Banquet d'Achéloüs. Ils représentent le récit d'Ovide, et plus particulièrement le moment où le dieu conte à Thésée la métamorphose de Périmèle en île par Neptune. Rubens est responsable du dessin et de la peinture du groupe de figures, tandis que Brueghel l'Ancien peint le reste. Les deux figures principales, Thésée et Achélôos, sont inspirés de la sculpture classique.
Entre 1667 et 1669, l'artiste Noël Coypel peint le tableau Hercule combattant Achéloüs, destiné à orner l'appartement de Louis XIV aux Tuileries : il représente les victoires militaires du roi, comparé au héros grec. Le peintre traite aussi ce sujet dans un décor du Grand Trianon.
En 1814, le sculpteur François-Joseph Bosio présente au Salon un plâtre représentant Hercule combattant Achéloüs métamorphosé en serpent. Un bronze est commandé par la maison du Roi en 1822 : il est fondu par Auguste-Jean-Marie Carbonneaux et livré au Salon de 1824. Il est installé au jardin des Tuileries, avant de rejoindre les collections du Musée du Louvre en 1992. Un autre exemplaire est acheté par George IV et se trouve dans les jardins de Kew.

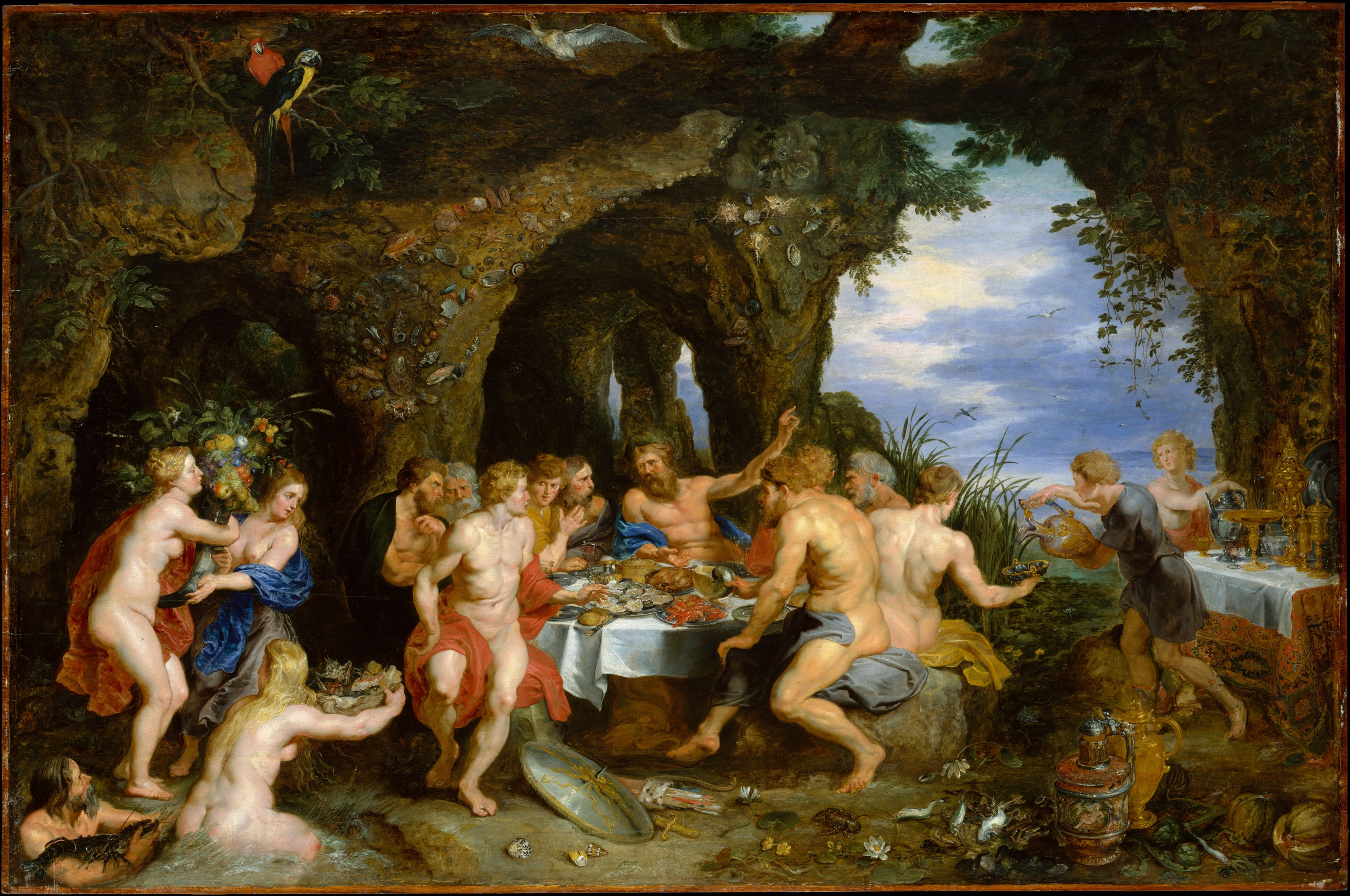
Le Banquet d'Achéloüs, Pierre Paul Rubens et Jan Brueghel l'Ancien, huile sur bois, vers 1615, Metropolitan Museum of Art.
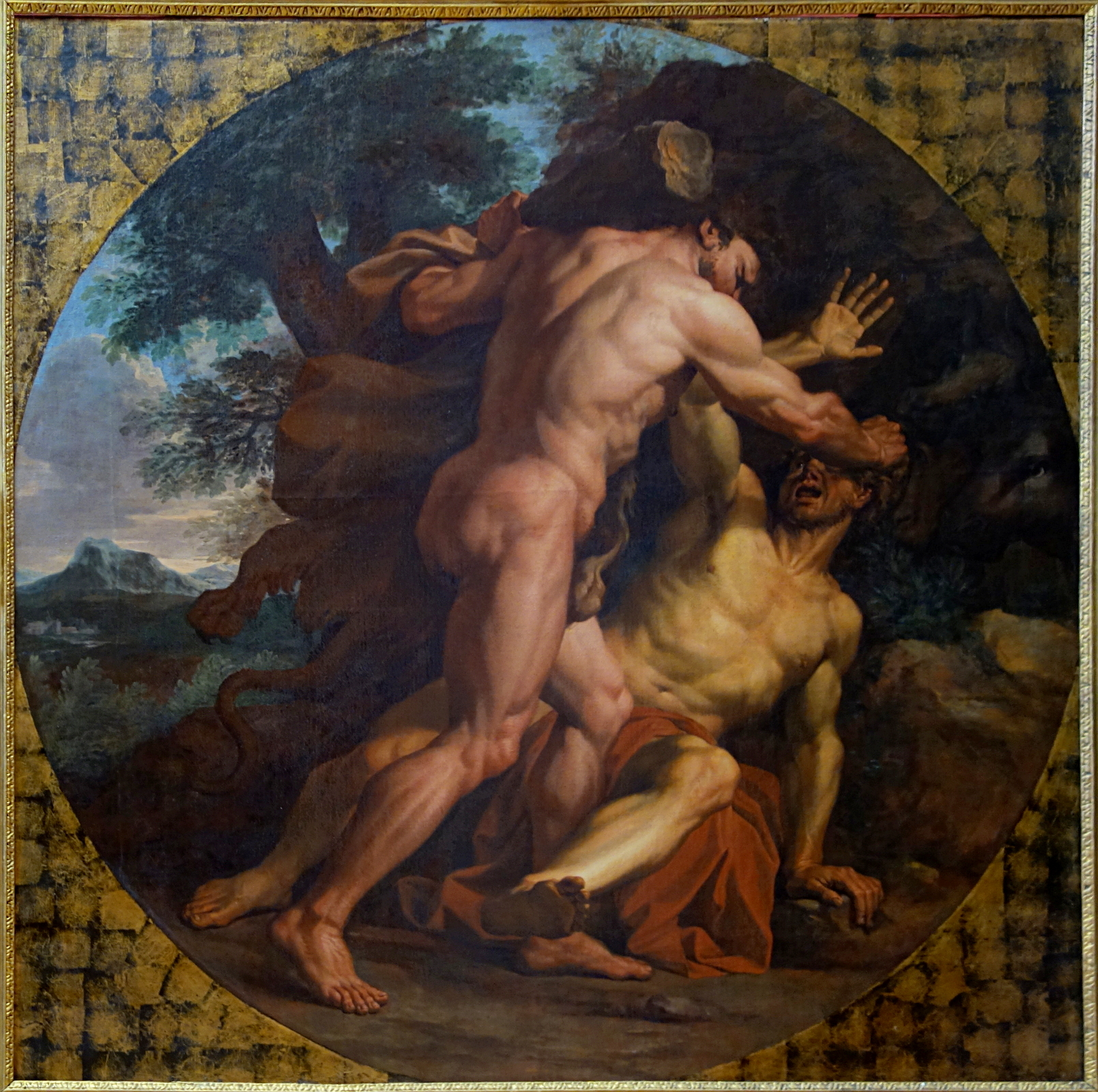
Hercule combattant Achéloüs, Noël Coypel, huile sur toile, entre 1667 et 1669, Palais des Beaux-Arts de Lille.
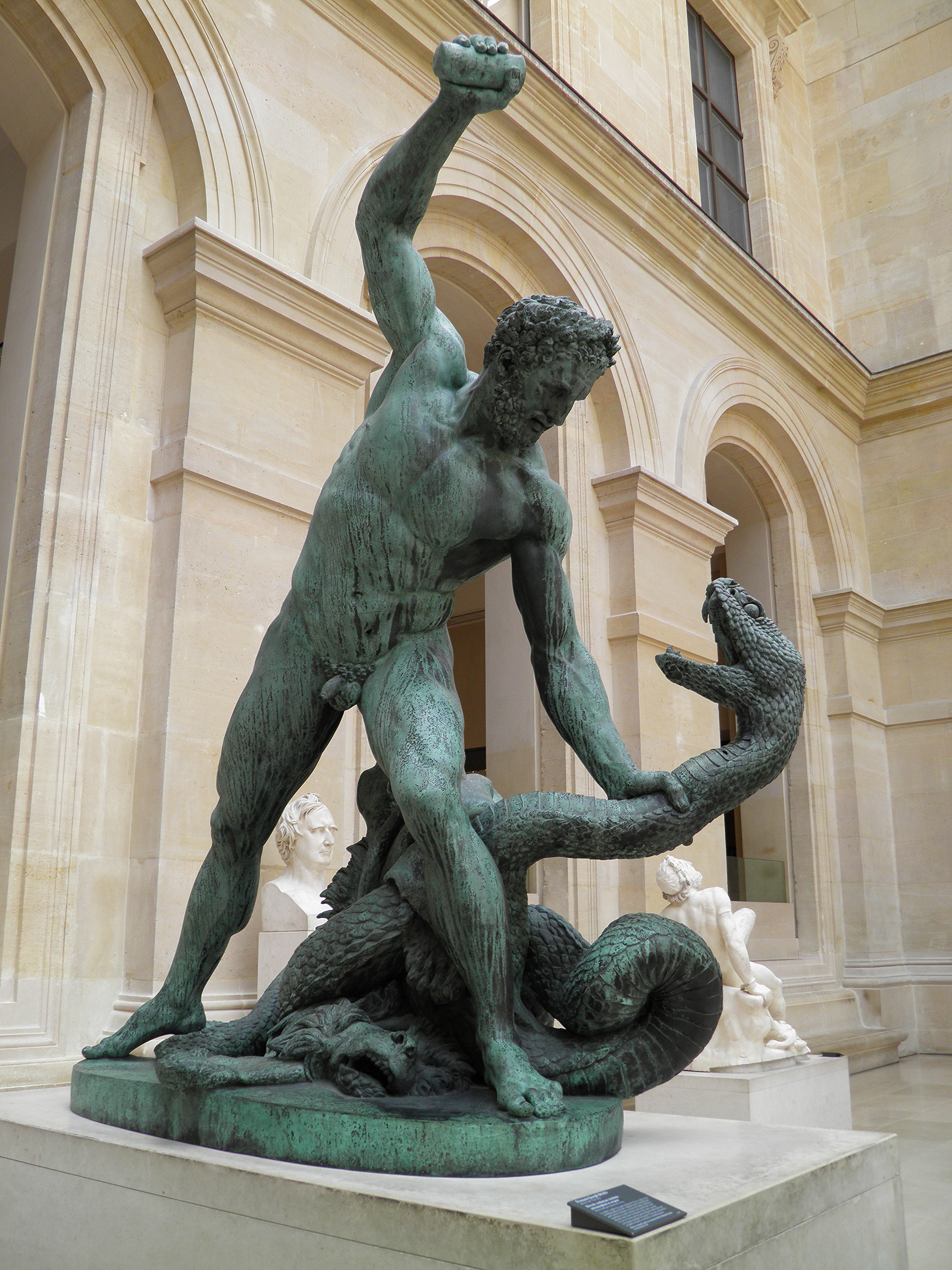
Hercule combattant Achéloüs métamorphosé en serpent, François-Joseph Bosio, sculpture en bronze, 1824, musée du Louvre.

### Littérature
Le récit du combat entre Héraclès et Achélôos est fait dans de nombreuses sources antiques grecques et latines, notamment dans la tragédie Les Trachiniennes de Sophocle (par Déjanire et le chœur), dans les Métamorphoses d'Ovide et dans la Géographie de Strabon.

### Sciences

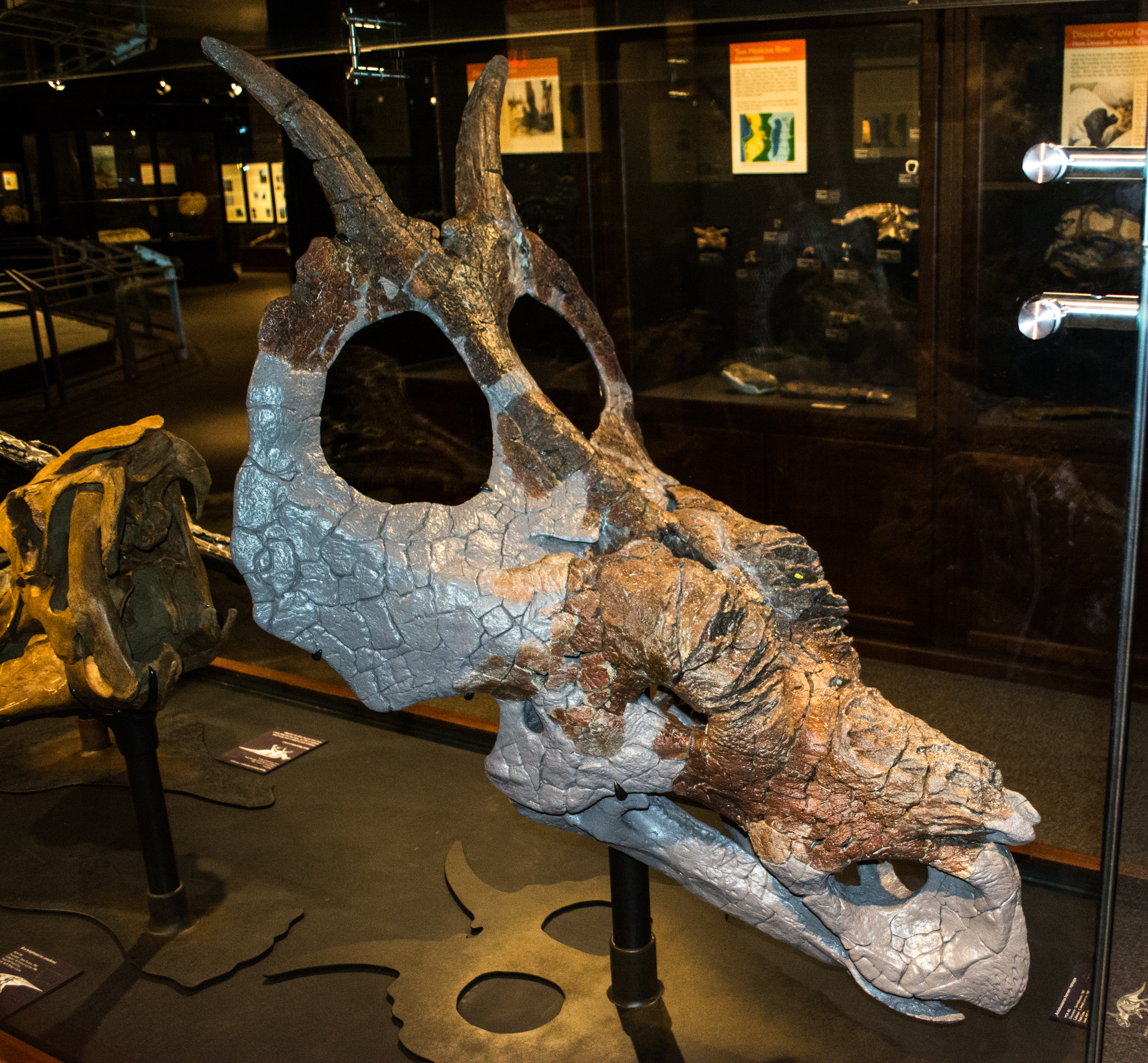
Crâne dAchelousaurus au Museum of the Rockies.

Le dieu donne son nom à Achéloos, un cratère d'impact de Ganymède, satellite naturel de Jupiter. Cet astre porte lui-même le nom de Ganymède, fils de Callirrhoé et donc petit-fils du dieu-fleuve dans la mythologie.
En 1995, le paléontologue Scott D. Sampson (en) nomme un genre de dinosaure Achelousaurus, littéralement « lézard d'Achélôos ». Le nom fait référence aux pouvoirs de métamorphose du dieu, par rapport à la morphologie de l'animal (entre deux genres) ; il y a aussi une allusion à la perte de la corne d'Achélôos, puisque le dinosaure ne possède pas la corne caractéristique de sa famille.